# ドイツの競馬
ドイツの競馬（どいつのけいば）では、ドイツにおける競馬について記述する。

## 歴史
- 1822年、ドベラン競馬場において、イギリスから輸入したサラブレッドを用い、初めて近代競馬（正式のルールと専用の施設（競馬場）に基づく競馬）が行われた。
- 1867年、競馬統括団体としてウニオンクラブが創設される。
- 1868年、ホッペガルテン競馬場が建設される。
- 1869年、第1回ドイチェスダービーが行われる。
- 第二次世界大戦の影響で競馬資源が壊滅的な損害を被る。
- 1947年、統括団体としてサラブレッド生産競馬管理委員会（ドイツ語版）が創設される。

## 特徴
- 速歩競走がもっとも盛んで、他に平地競走・障害競走も行われる。

- 賭けは、ブックメーカー方式とパリミュチュエル方式ともに合法。

- サラブレッドの生産頭数は1200頭ほど。

- 平地競走においては長距離競走に重点がおかれており、国内7つのG1競走の内5つまでが2400mである。また、2000m未満のG1が存在しない。

- 競走馬には母馬と同じイニシャルの競走馬名をつけなければならない規則が存在する。
- 種牡馬入りの条件が厳しい[1]。
  - カケス（下顎短小、鯉口）[注 1]ではないこと[1]。
  - 停留睾丸ではないこと[1]。
  - 去勢が行われていないこと[1]。
  - ワールド・ベスト・レースホース・ランキングにおいてレーティングが110ポンド以上かつ重賞を勝利していること[1]。
  - 上記の他、薬物を使用した状態で競走に出走したドイツ産種牡馬は、ドイツ国内においてその産駒に生産者賞が与えられない[1]。

## 主な競走

### 平地競走
クラシック
- 三冠
  - 5月第3週 メールミュルヘンスレネン（ドイツ2000ギニー）（ケルン競馬場）G2
  - 7月第1週 ドイチェスダービー（ハンブルク競馬場）G1
  - 9月第3週 ドイチェスセントレジャー（ドルトムント競馬場）3歳以上G3

※ドイチェスセントレジャーが古馬に開放されているため、3歳馬のみで争う三冠体系はなくなっている。
- 牝馬二冠
  - 6月第1週 ヘンケルレネン（ドイツ1000ギニー）（デュッセルドルフ競馬場）G2
  - 8月第1週 ディアナ賞（ドイツオークス）（デュッセルドルフ競馬場）G1

古馬混合G1競走
- 7月最終週 バイエルンツフトレネン（ミュンヘン競馬場）
- 8月第2週 ベルリン大賞（ホッペガルテン競馬場）
- 9月第1週 バーデン大賞（バーデンバーデン競馬場）
- 9月第4週 オイロパ賞（ケルン競馬場）
- 11月第1週 バイエルン大賞（ミュンヘン競馬場）

暦の関係上、開催が前の月に前倒しする時や、翌月にずれ込むことがあり、第○週と書いてあるものがずれることがよくある。よってあくまでも目安として判断していただきたい。また、ヨーロッパは比較的各国への移動が容易なため、積極的にほかのヨーロッパの国への競走にも出走する。

## 主な競馬場
- ケルン競馬場
- ハンブルク競馬場
- バーデンバーデン競馬場
- デュッセルドルフ競馬場
- ホッペガルテン競馬場
- フランクフルト競馬場
- ミュンヘン競馬場
- ドルトムント競馬場
- クレフェルト競馬場
- ブレーメン競馬場
- リエム競馬場

## 日本への遠征
→詳細は「海外調教馬による日本への遠征」を参照。